# Црни Груја 2
Црни Груја 2 је српска телевизијска серија, снимљена 2004. и 2005. године, у продукцији РТВ БК „Телеком“ и „БС Груп“.
Сценариста серије је Александар Лазић. Главне улоге тумаче Ненад Јездић, Борис Миливојевић, Никола Којо и Маринко Маџгаљ. Улогу Црног Грује је у овој сезони уместо Сергеја Трифуновића тумачио Ненад Јездић.
Серија је снимљена након успешне прве сезоне Црни Груја из 2003. године, 2007. је снимљен филм Црни Груја и камен мудрости.
Серија је препуна симболике и прави пародију на српску историју и њене великане.

## Кратак опис
Епизоде описују Србију за вријеме Првог српског устанка. Црни Груја (Ненад Јездић) покушава да настави бизнис са Словенцима (Змагом Зоран Цвијановић), али Карађорђе (Никола Којо), пошто је устанак, не допушта никакву трговину.
Црни Груја се преселио у бољу кућу него ону прије устанка. Карађорђе је одсјекао језик Чеди Вељи због дизања у ваздух дугогодишње залихе турске кафе (у првом делу).

## Списак епизода

### Епизода 1: Од трача до истине
Карађорђе наређује Црном Груји да покупи устанике из свих 14 нахија. Тиосав долази код Грује и они се договарају око скупљања устаника. Црни Груја шаље Болета и Чеду да објаве народу да су Турци забранили лов на зечеве. Змаго даје ортопедски језик Чеди. Карађорђе открива да је Груја рекао да постоје зечеви убице (што су у ствари урадили Боле и Чеда) и спрема колац за њега.

### Епизода 2: Демократија или диктатура 1 дио
У Остружничкој скупштини извршено је гласање за вођу устанка. Пола је било за, а пола против Карађорђа. Карађорђе је разочаран, и шаље Добрилу која воли Грују код њега на једну ноћ да би добио још 2 гласа. У међувремену Црни Груја покушава да се исели, али мора да остане кући због Карађорђа.

### Епизода 3: Демократија или диктатура 2 дио
На путу до Грује, Добрила наилази на Јакова, Петра, и Миленка који су против Карађорђа. Прича им гдје иде и зашто иде, а њих тројица брзо стижу до Грује. Покушавају да га убију, али наилази Карађорђе и тјера их. Карађорђе такође открива да је Црни Груја узео од Друзиле напитак и да га је дао Чеди да он буде с Добрилом. Зато износи Чеду из кревета. Али се Груја не предаје. Узима напитак и даје га Болету којег ставља у кревет. Добрила стиже и проводи ноћ са Болетом умјесто Грујом. На гласању у Остружници за 1 глас је побједио Карађорђе. Када је дошла ноћ, Добрила поново долази код Црног Грује.

### Епизода 4: Сит или глад
Црни Груја хоће да купи од уја Пере парче земље у Земуну, јер је то добро мјесто за трговину. Карађорђе је такође наумио да себи купи то парче, али преко Змаге. Црни Груја мисли да Змаго купује то парче, а не Карађорђе. Зато поставља уја Пери 25% већу цијену од Змаге (Карађорђа). Али уја Пера тражи 30% већу цијену од Змаге, па Црни Груја то не прихвата. У међувремену Турцима је нестало хране и кафе. Покушавају да је купе од Пере, али без успјеха. Затим долази Црни Груја и понуди им добру цијену за кафу, а они наравно прихватају.

### Епизода 5: Паша или Субаша
Змаго и Младен стижу код Карађорђа кући и обавештавају га да је Груја купио парче земље на пола пута ка Земуну. Груја се за то време радује са слугама кући, не знајући за Карађорђев план Б. Карађорђе је послао Змага да каже дахијама да могу да иду, али да му оставе неколико товара блага. Касније Груја убија дахије на реци. Кад је стигао кући Карађорђе га испитује о товарима блага и Груја схвата да их је све Змаго прешао и отворио трговину.

### Епизода 6: Преговор или договор
Карађорђе шаље Грују да преговара са Бећир–агом о томе да он оде, а да Србима остави што више блага. Међутим, Змаго касније успева у ономе што Груја није успео, а топчићи које је Карађорђе тражио од Грује Змаго односи остављајући Карађорђу само један, који је послао преко Добриле.

### Епизода 7: Љубав или прељуба
Карађорђе је отишао у бој и оставио је свог заменика Смиљка у својој кући. Груји то почиње да ствара проблеме, јер не може да тргује, па зато шаље писму ајдуку Станку, који стиже дан касније. Груја је послао Станка Смиљку. Станко је (пошто је геј) мислио да је Смиљко мушко (што је у ствари Смиљка из првог серијала). Касније схвата да је то жена и враћа се код Грује доносећи му хаљину коју треба да обуче и да му се нацрта у чатрљи на врху брда.

### Епизода 8: Воће или поврће
Боле и Чеда су сами кући, јер је Карађорђе одвео Грују у бој на превару. Груја се враћа рањен. Са друге стране Смиљка се нервира због толиког чекања Карађорђа да се врати. Ержика улази и говори да је Карађорђе њу и Стамену одвео са собом, али је после кратког времена њу вратио, а Стамену задржао. Касније Груја шаље Болета и Чеду код Смиљке због препакивања плавог патлиџана и зелене салате. Груја после и сам долази у Карађорђеву кућу и затиче Болета у кревету са Ержиком. После открива Смиљку и улази у свађу с' њом, док Чеда носи салату зеки из Карађорђеве куће.

### Епизода 9: Руб или поруб
Груја долази на идеју да продаје доње секси рубље, међутим лорд Џој Бој му ствара проблеме. Увече када је лорд дошао у Карађорђеву кућу, да би се нашао са Смиљком и Ержиком видео је Грују како седи. После кратког разговора Груја је сазнао да он у ствари хоће Ержику и Смиљку за јавну кућу, па га је најурио. Кад се вратио кући видео је да је лорд врбовао Чедо и Болета, па је рекао Болету да му донесе шалче које је штрикао за њега. Боле му га је донео и Груја је удавио лорда.

### Епизода 10: Дупло или голо
Карађорђе спрема маскенбал поводом славља победе над Турцима. Када је Чеда дошао код Карађорђа да му покаже костим Фатиме од Битола, Младен долази на идеју да усвоји Чеду и да га уда за Јаковљевог сина. Са друге стране Груја покушава да побегне из земље. Ноћ пре бекства Груја је позвао Стамену и Ержику у два различита термина да се опрости са њима, међутим Боле је побркао термине, па су дошле једна после друге и потукле се. Карађорђе са Младеном, Јаковом и његовим сином долази код Грује где је Чеда случајно завршио и ту обављају венчање.

### Епизода 11: Владање или...
Груја говори Болету да Карађорђе хоће да убије све оне који су радили против њега. Чеда сазнаје да Турци хоће да убијају све српске мишеве и толико се разљутио да је одлучио да се разведе. Станоје преноси вест Карађорђу и он насилу враћа Чеду Јакову, а Миленко и Петар одлазе из Србије. Карађорђе онда одлази код Грује кући и говори Станоју да унесе кочеве.

### Епизода 12: Руси или Пруси
Пошто због болести не може да оде код Руса на преговора, Карађорђе шаље Грују са Чедом тамо, међутим Груја одбија Русе да би напакостио свом тетку. Касније стиже одговор из Руског посланства о помоћи са опанцима и Чеда прочита писмо. Змаго касније склапа договор са Среброљубовим и Силбелибером.

### Епизода 13: Крај или почетак
Кад Груја сазнаје да су Срби потукли Турке (а требало је обрнуто), он одлази код Карађорђа кући и лаже га да Турци напредују. Карађорђе говори Стамени и Ержики да се пакују, јер морају да беже, а Груји прети да ако га је зезнуо да му неће помоћи ни сто тетака. Касније кад је Карађорђе отишао шајком преко реке, Груја на обали сусреће кнеза Милоша, који је Болетов рођак дваесчетвртог степена. После препада Груја говори у камеру "Завршавај овај серијал".

### Епизода 14: Пре или после
Груја, Боле и Чеда су побегли из куће и седе на једном пропланку и причају о ранијим догађајима.

### Епизода 15: Шала или неслано
Први део епизоде се састоји из делова из ранијих епизода, а други о томе како се снимала серија.

## Улоге
| Глумац                 | Улога                     |
| ---------------------- | ------------------------- |
| Ненад Јездић           | Црни Груја                |
| Борис Миливојевић      | Боле/кнез Милош Обреновић |
| Маринко Маџгаљ         | Чеда Веља                 |
| Никола Којо            | Карађорђе                 |
| Зоран Цвијановић       | Змаго                     |
| Радослав Миленковић    | Тијосав                   |
| Татјана Бокан          | Ержика                    |
| Раша Марковић          | Младен                    |
| Дејан Матић            | Јаков                     |
| Срђан Милетић          | Петар                     |
| Никола Вујовић         | Миленко                   |
| Исидора Минић          | Добрила                   |
| Небојша Илић           | Аганлија                  |
| Небојша Љубишић        | Фочић Махмед-Ага          |
| Слободан Ћустић        | Кучук-Алија               |
| Димитрије Илић         | Мула Јусуф                |
| Власта Велисављевић    | старац Фочо               |
| Борис Комненић         | Бећир-Ага                 |
| Љубинка Кларић         | Смиљка/Смиљко             |
| Љубомир Бандовић       | Станко                    |
| Павле Пекић            | Будимир                   |
| Данијел Николић        | ружни                     |
| Саша Али               | лорд Џој Бој              |
| Нела Михајловић        | Стамена                   |
| Слободан Бода Нинковић | Станоје                   |
| Душан Радовић          | Турчин                    |
| Марко Баћовић          | Среброљубов               |
| Иван Зарић             | Силбелибер                |